# Ludwig II. (Erbach-Fürstenau)

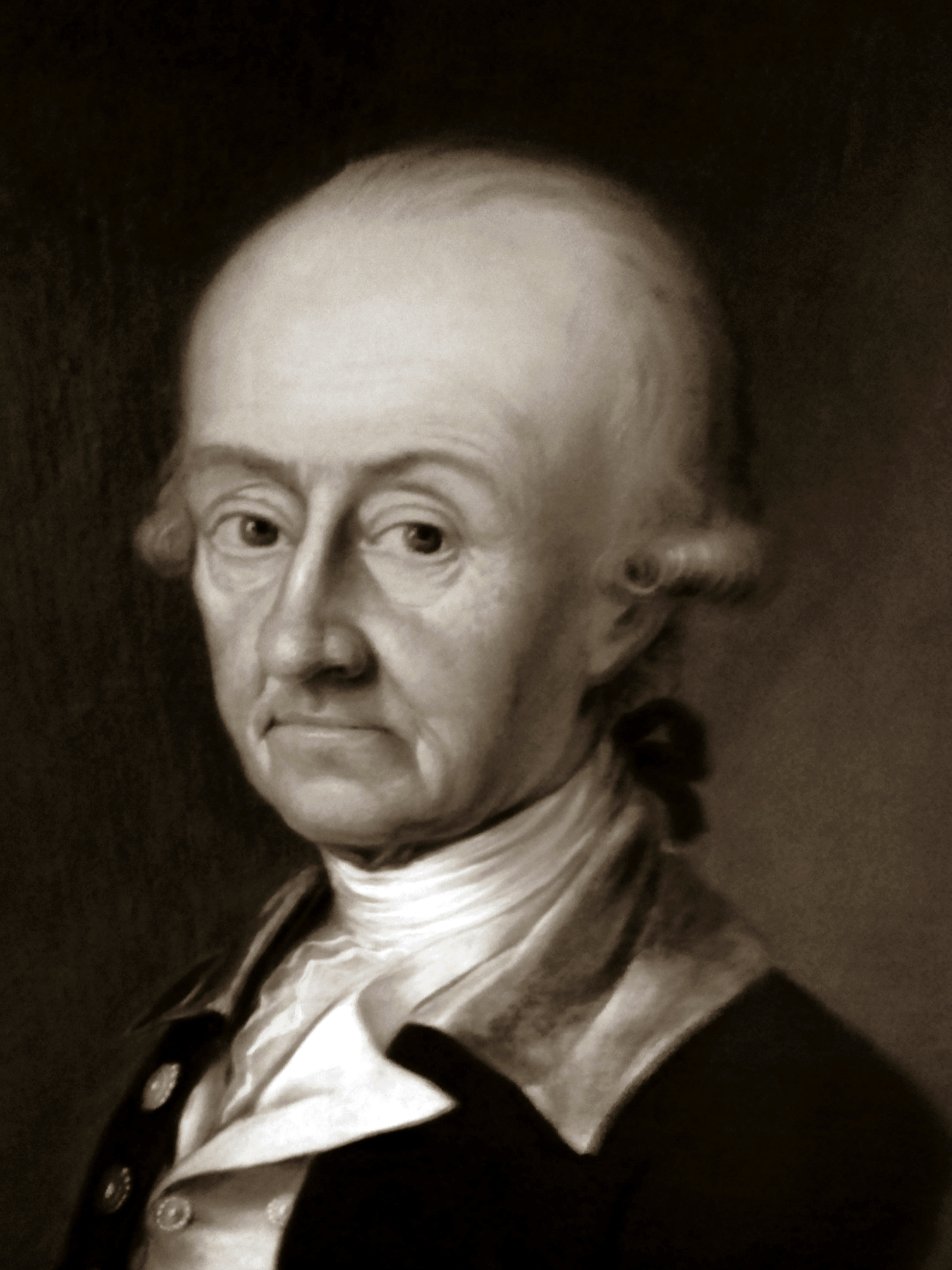
Graf Ludwig II. zu Erbach-Fürstenau

Graf Ludwig II. Friedrich Karl Eginhard zu Erbach-Fürstenau, Herr zu Breuberg und Wildenstein (* 12. Mai 1728 in Fürstenau; † 16. Januar 1794 in Heidelberg) war regierender Graf in der Teilgrafschaft Erbach-Fürstenau. Er regierte ab 1753 gemeinsam mit seinem Bruder Georg Albrecht, ab 1778 mit seinem Neffen Friedrich August, ab 1784 mit dessen Bruder Christian Karl. Durch seine morganatische Heirat entstand die vom Erbacher Grafenhaus getrennte morganatische Linie der Freiherren von Treuberg.

## Herkunft
Seine Eltern waren Graf Philipp Karl zu Erbach-Fürstenau (1677–1736) und dessen zweite Ehefrau Anna Sophia von Speßhardt (* 16. September 1693; † 10. Januar 1767).

## Leben
Er war beim Tod seines Vaters erst 8 Jahre alt. So kam er unter der Vormundschaft seiner Mutter und des Grafen Emich Ludwig zu Leiningen (1709–1766). Er wurde kein Soldat, sondern studierte in Straßburg und Leipzig. 1753 übernahm er gemeinsam mit seinem Bruder Georg Albrecht die Regierung in Erbach. Ludwig erhielt das Amt Freienstein, den Bullauer Forst und Marbach. Georg Albrecht erhielt das Amt Fürstenau und Michelstadt mit Bullau und Stockheim. Die Kellerei in Michelstadt und das Schloss Fürstenau sollte gemeinsam verwaltet werden.
Graf Ludwig blieb nicht lange in Fürstenau. Er war begeisterter Jäger und zog auf den Krähenberg, wo er das Jagdschloss Krähberg bezog und ausbauen ließ. Schon damals unterschrieb er, dass er nicht morganatisch heiraten werde, was er aber 1784 ignorierte. Seine Nachkommen waren daher von der Erbschaft der Grafschaft ausgeschlossen. Nach dem Tod seiner Bruders im Jahr 1753 regierte er mit dessen Söhnen Friedrich August († 1784) und Christian Karl zu Erbach-Fürstenau († 10. Mai 1803).
Im Herbst 1793 erkrankte Ludwig II. schwer und ließ sich zur Behandlung nach Heidelberg bringen. Hier starb er am 16. Januar 1794.

## Familie
Ludwig heiratete morganatisch am 4. Februar 1784 seine Mätresse Christine Sophie Küchler, später Madame Treuberg. Das Paar hatte mehrere Kinder:
- Friedrich (* 28. Dezember 1773; † 30. Dezember 1831), Freiherr von Treuberg (München 15. Juni 1824), bayerischer Generalleutnant

⚭ 1799 Maria Anna Battberger
⚭ 1824 Johanna Barbara Hasel (* 23. Januar 1788; † 14. April 1865)
- Eginhard (* 16. Juli 1780; † 25. Oktober 1827), Freiherr von Treuberg (München 15. Juni 1824), bayerischer Oberst ⚭ 16. September 1811 Catharina Goes (* 7. Mai 1788; † 15. Januar 1867)
- Franz Carl (* 1784; † 1. Mai 1839)

Siehe auch: Treuberg (morganatische Familie)